# La Grandville
La Grandville – miejscowość i gmina we Francji, w regionie Grand Est, w departamencie Ardeny.
Według danych na rok 1990 gminę zamieszkiwały 683 osoby, a gęstość zaludnienia wynosiła 68 osób/km².